# Pfarrkirche St. Stefan am Walde

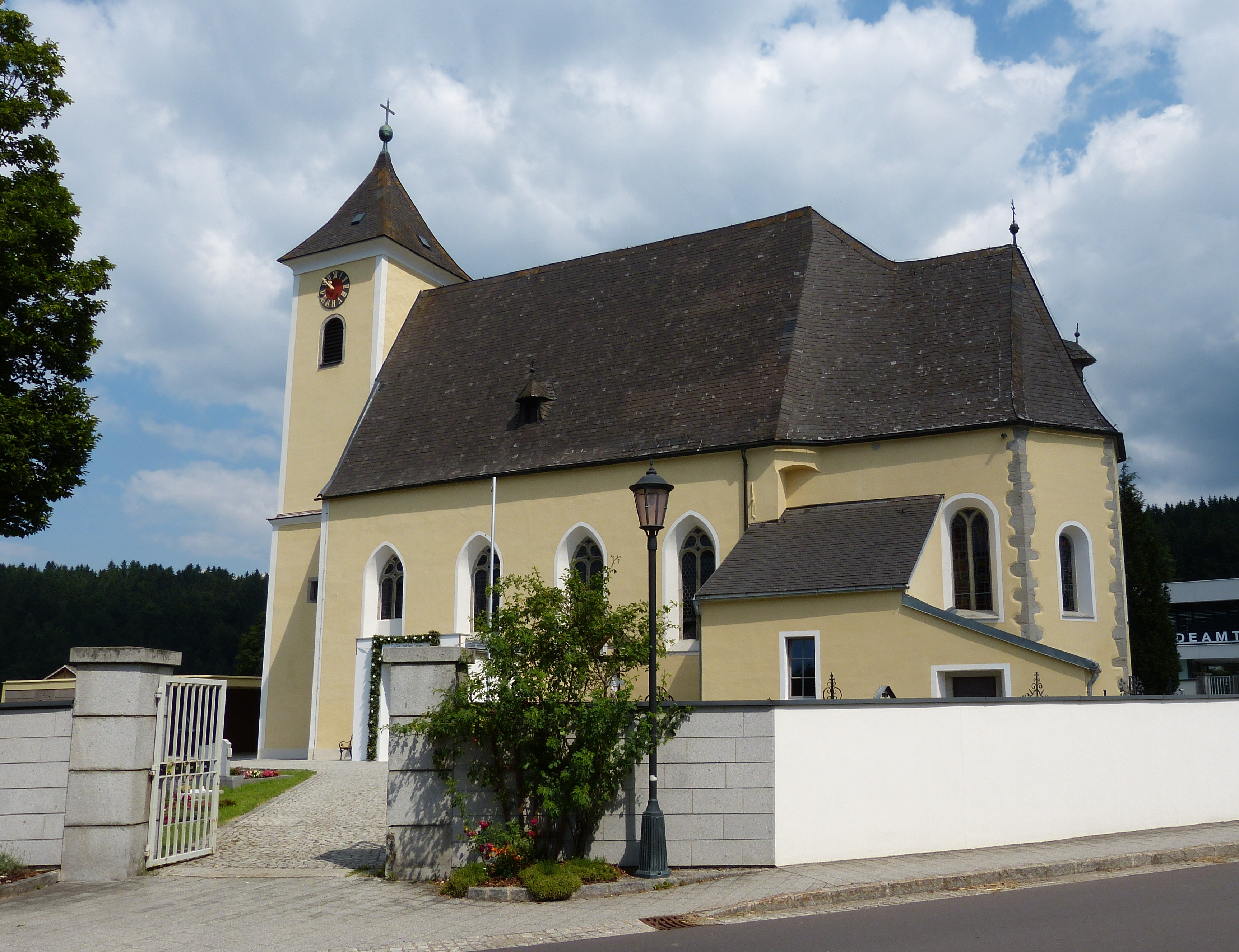
Katholische Pfarrkirche in St. Stefan am Walde

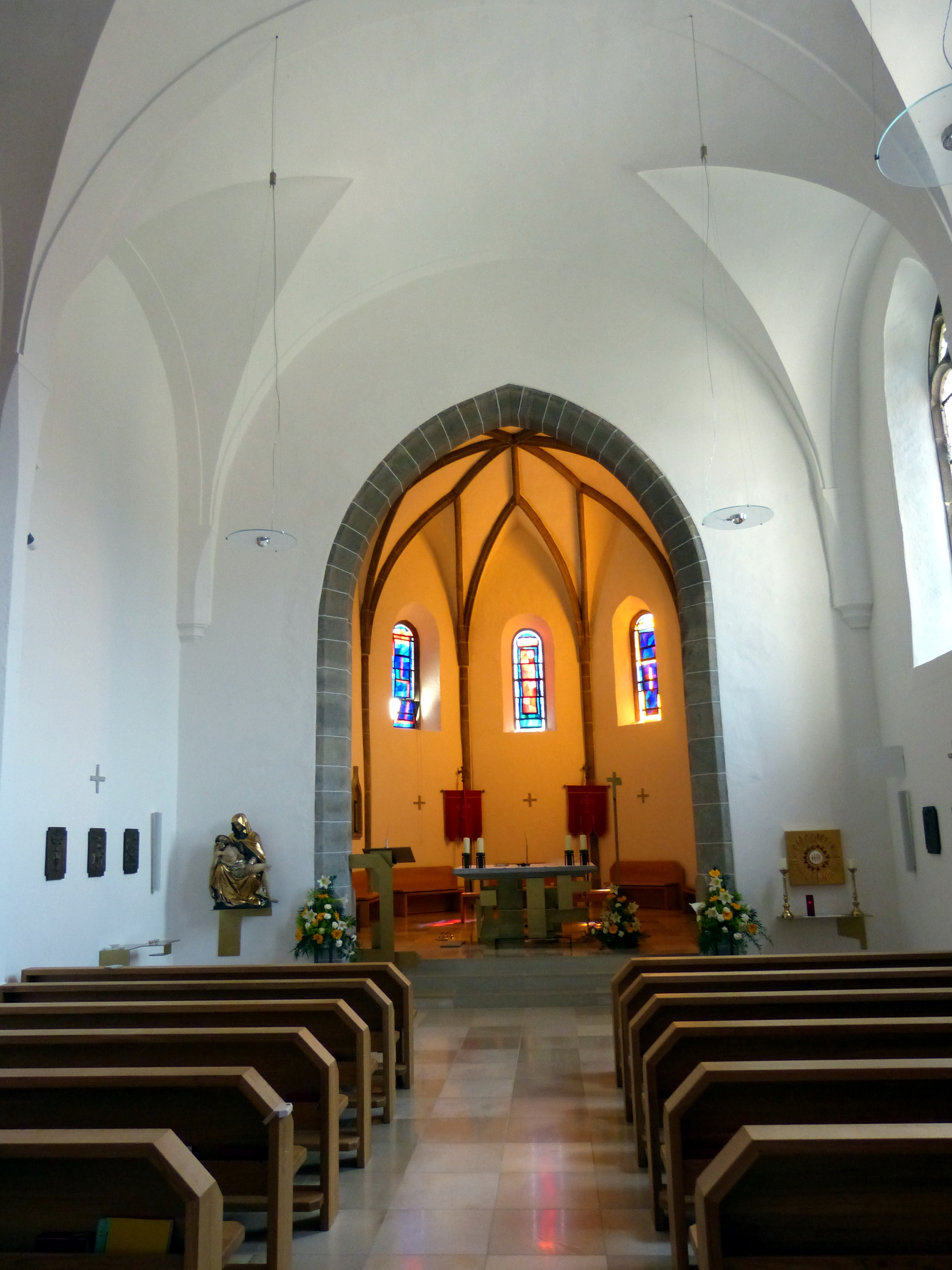
Langhaus, Blick zum Chor

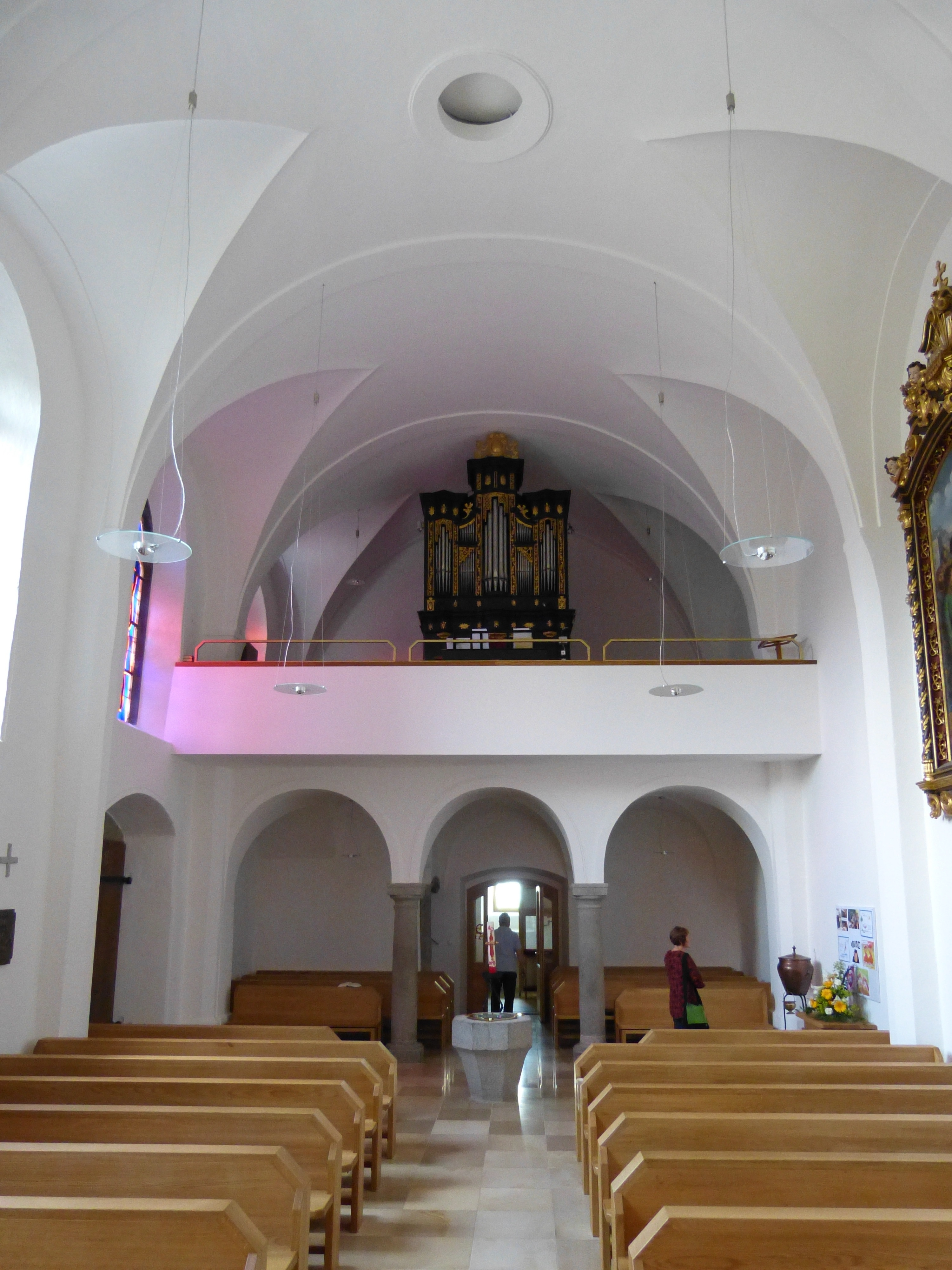
Langhaus, Blick zur Orgelempore

Die römisch-katholische Pfarrkirche St. Stefan am Walde steht im Norden der Ortschaft St. Stefan am Walde in der Gemeinde St. Stefan-Afiesl im Bezirk Rohrbach in Oberösterreich. Die dem Patrozinium hl. Stephanus unterstellte Pfarrkirche gehört zum Dekanat Rohrbach in der Diözese Linz. Die Kirche steht unter Denkmalschutz (Listeneintrag).

## Geschichte
Urkundlich wurde 1147 die Weihe einer Filialkirche der Pfarre St. Peter am Wimberg genannt. Am Ende des 15. Jahrhunderts Vikariat, wurde die Kirche im 17. Jahrhundert eine Filiale der Pfarre Helfenberg, 1727 eine Kaplanei. Seit 1891 besteht eine Pfarre.
Nach einem Vorgängerbau entstand ein spätgotischer Kirchenbau, im Dachboden ist im Ostgiebel der niedrigere Giebel der Vorgängerkirche aus 1147 erkennbar. Der Langhausbau entstand im Kern im 12. Jahrhundert, der Chor und die Sakristei im ersten Viertel des 16. Jahrhunderts. Das Langhausgewölbe ist aus der zweiten Hälfte des 16. Jahrhunderts auf Wandpfeilern um 1530. Die kleine Nordkapelle am Chor ist aus 1788. Die Südportalvorhalle entstand 1926. Restaurierungen waren 1891 am Turm, 1910 innen und 1972.

## Architektur
Der spätgotische Kirchenbau ist ringförmig von einem Friedhof mit einer Umfassungsmauer umgeben.
Die Buntglasfenster im Chor und im westlichen Langhausjoch schuf Lydia Roppolt 1982/1985.

## Ausstattung
Die historistische Einrichtung wurde 1972 entfernt.
Der spätgotische polygonale Taufstein aus dem Ende des 15. Jahrhunderts erhielt einen Bronzedeckel von Peter Dimmel 1972.
Die Orgel baute wohl Franz Lorenz Richter um 1780. Die Orgel wurde von Bruno Riedl 1974 umgebaut. 